# Franz Boas
Franz Boas (Minden, Rin del Nord-Westfàlia, 1858 - Nova York, 1942) va ser un antropòleg i etnòleg estatunidenc d'origen jueu alemany.

## Biografia
Estudià a les universitats de Heidelberg i Bonn, i el 1881 es doctorà en física i geografia per la Universitat de Kiel.
El 1886, participà en una expedició científica pels EUA i el Canadà, durant la qual es va perdre i fou salvat per uns inuits, cosa que el va fer interessar-se per l'antropologia dels pobles nord-americans. L'any següent, decidí establir-s'hi, de manera que hi fou professor d'antropologia a Ottawa i des del 1899 a la de Columbia (Nova York), on hi dirigí el departament d'antropologia.
Fou un dels principals especialistes en llengües i cultures dels amerindis nord-americans, i se'l considera com a fundador de l'antropologia acadèmica moderna als Estats Units, així com el cap de files de l'escola relativista coneguda com a culturalisme nord-americà. Realitzà importants estudis sobre la llengua i la cultura dels indis americans i investigà tant en el camp de la lingüística com en el de l'antropologia física.
Amb ell, l'antropologia cultural deixa de considerar-se com un estudi general de tota cultura, per passar a ser un estudi descriptiu i comparatiu dels trets culturals de pobles determinats, considerant la cultura com un procés particular per a l'estudi del qual ha de practicar-se el treball de camp i una metodologia naturalista i inductivista. Fou fundador de l'American Anthropological Association i el 1931 fou president de l'Associació Americana per al Desenvolupament de la Ciència.
Quan el NSDAP alemany denuncià la "ciència jueva" (atac no sols contra ell, sinó també contra Sigmund Freud i Albert Einstein), Boas els respongué per escrit amb 8.000 intel·lectuals més que el que importava era la ciència, i que l'ètnia i la religió eren irrellevants.